# 月亭ハッピー
月亭 ハッピー（つきてい ハッピー、1955年8月9日 - ）は、京都府出身の上方落語家。本名は常峰 正幸。

## 来歴・人物
立命館大学在学中の1976年2月に月亭可朝に入門。パンクを名乗る。高座名が縁起が悪いために1983年にハッピーに改名。時期は不明だが、八角を名乗っていたこともある。
上方落語協会のプロフィールはあるものの、実質的には活動休止状態と考えられる。